# Snežana Hrepevnik
Snežana Hrepevnik (Beograd, 13. studenog 1948. – Beograd, 13. svibnja 1981.) bila je srbijanska skakačica u vis.
Rođena je u selu Umka u općini Čukarica kraj Beograda, gdje je atletsku karijeru započela u klubu "21. Maj".
Za SFR Jugoslaviju nastupala je na trima Olimpijskim igrama: u Meksiku 1968. bila je 14., u Münchenu 1972. 20., a četiri godine poslije u Montrealu najbolja 12.
Bila je pobjednica Studentskih igara 1970. u Torinu, gdje je preskočila 186 centimetara.
Osvojila je dva zlatna (Tunis, 1967. i Izmir, 1971.) i jedno srebno odličje (Alžir, 1975.) na Mediteranskim igrama.
Jedna ulica u Beogradu nosi njezino ime.